# Gymnastique rythmique aux Jeux olympiques d'été de 2004
Navigation
Sydney 2000 Pékin 2008
Deux épreuves de gymnastique rythmique ont été disputées aux Jeux olympiques d'été de 2004 :
- une épreuve individuelle
- une épreuve par équipe

## Résultats
| Épreuve                                         | Or | Argent                                                                                                 | Bronze |
| ----------------------------------------------- | --- | --- | --- |
| Concours par équipes résultats détaillés        | Russie Olesia Beluguina Olga Glatskikh Tatiana Kurbakova Natalia Lavrova Elena Posevina Elena Murzina | Italie Elisa Blanchi Fabrizia D'Ottavio Marinella Falca Daniela Masseroni Elisa Santoni Laura Vernizzi | Bulgarie Zhaneta Ilieva Eleonora Kezhova Zornitsa Marinova Kristina Rangelova Galina Tancheva Vladislava Tancheva |
| Concours général individuel résultats détaillés | Alina Kabaeva (RUS)                                                                                   | Irina Tchachina (RUS)                                                                                  | Anna Bessonova (UKR)                                                                                              |